# Qualificazioni alla Coppa COSAFA 2000
Sono elencate di seguito le date e i risultati per le qualificazioni alla Coppa COSAFA 2000.

## Formula
13 membri COSAFA: Angola (come detentore del titolo), Namibia (come finalista dell'edizione precedente) e Swaziland (come semifinalista dell'edizione precedente) sono qualificati direttamente alla fase finale, Seychelles e Madagascar sono esclusi dal torneo. Rimangono 8 squadre per 5 posti disponibili per la fase finale: le qualificazioni si compongono di un turno unico.
- Playoff - 8 squadre, giocano partite di sola andata. Le vincenti e la migliore perdente si qualificano alla fase finale.

## Playoff
| Arbitro: | Nchengwa |

|                              |           |           |
| Lupahla 69’ Marai 89’ (aut.) | Marcatori | 9’ Majara |

Zimbabwe qualificato alla fase finale.
| Arbitro: | Chilenda |

|                                     |           |  |
| Sinyangwe 7’ Milanzi 32’ Nsofwa 89’ | Marcatori |  |

Zambia qualificato alla fase finale.
| Arbitro: | Ndoro |

|           |           |                        |
| Amide 59’ | Marcatori | 5’ Chitsulo 9’ Kumanga |

Malawi qualificato alla fase finale.
| Arbitro: | Nkole |

|                                         |           |  |
| Mayo 13’ (rig.) Sapula 69’ Nomvethe 78’ | Marcatori |  |

Sudafrica qualificato alla fase finale.
Lesotho qualificato alla fase finale per il minor numero di cartellini nei confronti di Mozambico.